# Jeune diplômé

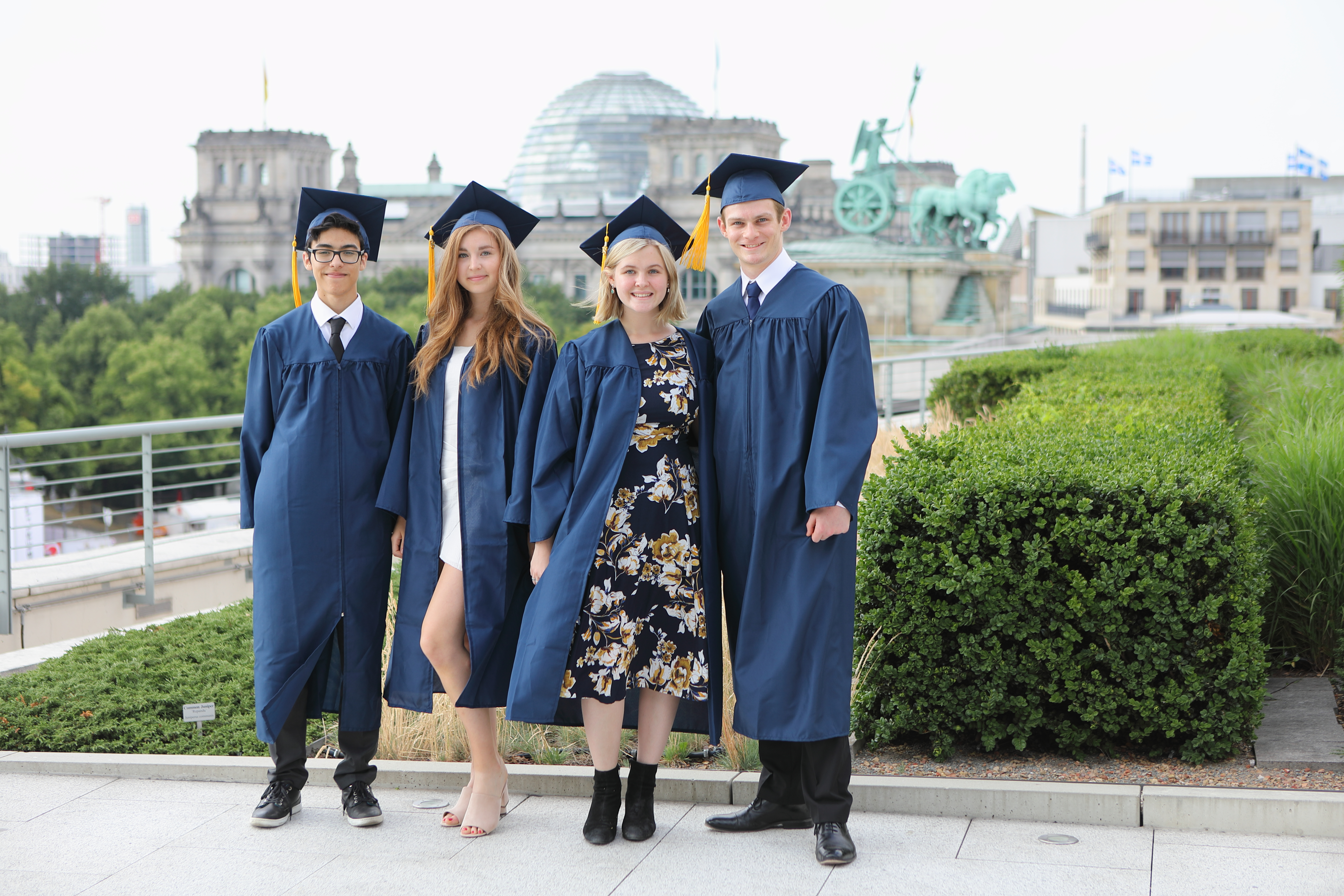
Jeunes diplômés en Allemagne.

Les jeunes diplômés sont les personnes sorties récemment du système scolaire en ayant obtenu un diplôme (en ce sens, ils s'opposent notamment aux jeunes sortis du système scolaire sans qualification). 
En tant que catégorie de la population active, les jeunes diplômés font souvent l'objet d'une attention particulière quant à leur entrée sur le marché du travail (premier emploi) et de dispositifs et de politiques publiques spécifiques. Par exemple en France, la situation des jeunes diplômés fait l'objet d'études du Centre d'études et de recherches sur les qualifications (CEREQ). 
Tendanciellement, on observe que les jeunes diplômés sont parmi les premiers à pâtir d'une crise économique, que ce soit pour la crise liée au Covid-19 ou pour celle de 2008. 

## Études sur l'insertion des jeunes diplômés

### Angleterre
Selon les données officielles, le taux de chômage des jeunes diplômés (de 21 à 30 ans) en Angleterre atteint 6,3% ; pour l'année 2020-2021, près de 200 000 jeunes diplômés de plus par rapport à l'année précédente n'ont pu rembourser leurs emprunts étudiants.

### France
Selon l'INSEE, en 2020 le taux de chômage des bac + 2 et plus, diplômés il y a 1 à 4 ans, est de 10,2 %. Il y a un effet protecteur des diplômes sur le taux de chômage : le taux de chômage de ceux qui sont sortis du système scolaire il y a 1 à 4 ans sans diplôme ou avec le seul brevet des collèges atteint 47,7 %.